# ノノキス
ノノキスは、2015年から2018年にかけて活動を行っていた、茨城県牛久市公認のご当地アイドルグループ（ローカルアイドル）である。
ノノキスは既に解散しているが、ノノキス元メンバーの一部と新規メンバーにより、新たにR6団（ろっこくだん）と言うアイドルグループが結成され、ノノキスのオリジナル楽曲などは引き続き、このR6団のパフォーマンスに使用された。

## 概要
2013年、第19回うしく現代美術展特別企画で催されたダンスパフォーマンスイベント「うしく応援ソングを人前で踊ってみた！」の使用曲「あなたとうしくで」および、そのダンス創作を核に、ご当地アイドルとして市内外でメンバーが募集され、2015年5月3日 「第26回うしく鯉まつり」に初お披露目された。従来のご当地アイドルの運営形態とは異なり、牛久市の芸術活動促進を目的に、牛久市の教育委員会が運営母体となった事が特徴として挙げられる。

## メンバー

### 活動終了時のメンバー
- あんぬ
- はるか（グループの解散後、R6団のメンバーとして活動。現在は女子プロレスラー梅咲遥として活動中。[4]）
- しずく
- まり

### 過去に在籍したメンバー
- さきの
- えーりん（グループの解散後、R6団のメンバーとして活動。）
- 千洋（グループの解散後、R6団のメンバーとして活動。現在は EDMラウドロックユニット EVE[5] の『沫雪ﾁﾋﾛ』名義で活動中。）
- なつ

## 楽曲
ノノキスのオリジナル楽曲は、全7曲存在する。各楽曲はCD音源化はされていないが、YouTubeなどで、ミュージックビデオやライブ映像として視聴可能。
- あなたとうしくで
- 坂とクレセント
- Message in Blackhole
- あるあるあ〜る
- カッパさんがころんだ！
- 超時空器官シリコダマ
- ワイン色メモリーズ

## ミュージックビデオ
- 坂とクレセント　ミュージックビデオへのリンク - YouTube

- ワイン色メモリーズ　ミュージックビデオへのリンク - YouTube

### 公式サイト
- 茨城県牛久市公認ご当地アイドル「ノノキス」公式サイト - ウェイバックマシン（2018年6月2日アーカイブ分）

### SNS
- 牛久市ご当地アイドル・ノノキス@運営 (@nonokissushiku) - X（旧Twitter）（現在は更新終了）

- ノノキス@メンバーオフィシャル (@nonokissmember) - X（旧Twitter）（現在は更新終了）

- ノノキス - 牛久市公認ご当地アイドル (nonokissushiku) - Facebook（現在は更新終了）

### YouTubeチャンネル
- 牛久市公認ご当地アイドル・ノノキス YouTubeチャンネル（ミュージックビデオや過去のライブ映像あり。現在は更新終了。）